# Viswanathan Anand

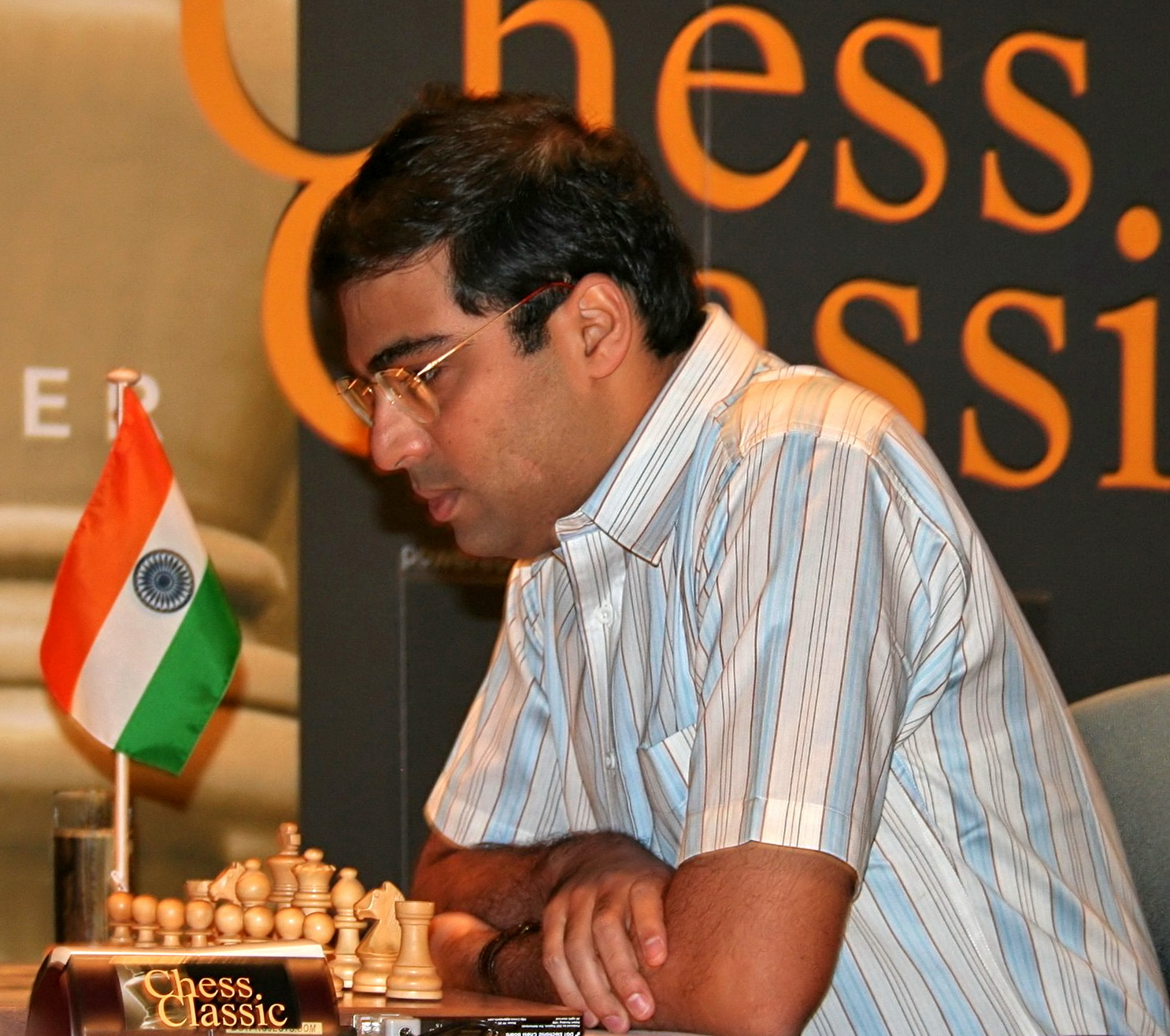
Viswanathan Anand 2005.

Viswanathan Anand, född 11 december 1969 i Mayiladuthurai i Tamil Nadu, är en indisk stormästare i schack, och tidigare världsmästare. I oktober 2007 var han världens högst rankade spelare med en Elo-rating på 2801, över den så kallade drömgränsen 2800.

## Världsmästare
Efter att ha varit nära flera gånger vann han FIDE:s världsmästartitel år 2000 genom att slå Aleksej Sjirov 3,5–0,5 i finalen som gick i Teheran. Han blev därmed den första indier som vunnit denna titel. Han förlorade titeln när Ruslan Ponomarjov vann FIDE:s utslagsturnering 2002. I VM-turneringen i Mexiko 2007 återtog han titeln. Han vann mot Vladimir Kramnik med 6,5-4,5 när de slogs om världsmästartiteln i Bonn 2008. I maj 2010 försvarade Anand sin världsmästartitel i en VM-match mot Veselin Topalov som han besegrade med 6,5-5,5.
2012 försvarade han VM-titeln mot Boris Gelfand och vann på utslagsmatcherna. I de tolv huvudmatcherna slutade det 6-6, men i utslagsmatcherna vann Anand med 1,5-2,5. Han förlorade världsmästartiteln 2013 när han spelade mot Magnus Carlsen.

## Utmärkelser
- Schack-Oscar 1997, 1998, 2003, 2004 och 2007
- Asteroiden 4538 Vishyanand[8]